# بوژنا کوروفسکا
بوژنا کوروفسکا (لهستانی: Bożena Kurowska؛ ۲۱ اوت ۱۹۳۷ – ۱۶ سپتامبر ۱۹۶۹) بازیگر اهل لهستان بود.
از فیلم‌ها یا برنامه‌های تلویزیونی که وی در آن نقش داشته‌است، می‌توان به لوتنا اشاره کرد.